# Ildefons Cerdà (métro de Barcelone)
Ildefons Cerdà est une station de la ligne 8 du métro de Barcelone.

## Situation sur le réseau
La station est située sous l'avenue de la Grande voie de L'Hospitalet (Avinguda de la Granvia de l'Hospitalet), sur le territoire de la commune de L'Hospitalet de Llobregat, dans la banlieue immédiate de Barcelone. Elle s'intercale entre les stations Europa | Fira et Magòria | La Campana de la ligne Llobregat - Anoia des Chemins de fer de la généralité de Catalogne (FGC).

## Histoire
La station ouvre au public le 2 mars 1987, à l'occasion de l'enfouissement de la ligne entre Sant Josep et Magòria | La Campana.

## Services aux voyageurs

### Accès et accueil
La station dispose de deux voies avec deux quais latéraux.

### Intermodalité
La station permet la correspondance avec les lignes suburbaines et régionales de l'infrastructure Llobregat - Anoia, ainsi qu'avec la ligne 10 via la station Ciutat de la Justícia, située à 200 m à pied par l'espace public.

## À proximité
La station se trouve à proximité immédiate du palais de justice de Barcelone et L'Hospitalet de Llobregat (Ciutat de la Justícia de Barcelona i l'Hospitalet de Llobregat), qui accueille les tribunaux des districts judiciaires éponymes.